# أرنولد أبيلينتي
أرنولد أبيلينتي (بالفرنسية: Arnold Abelinti)‏ (9 سبتمبر 1991 بكوروا في فرنسا - ) هو لاعب كرة قدم فرنسي في مركز الهجوم.

## روابط خارجية
- أرنولد أبيلينتي على موقع قاعدة بيانات كرة القدم.إي يو (الإنجليزية)
- أرنولد أبيلينتي على موقع ليكيب (الفرنسية)
- أرنولد أبيلينتي على موقع ناشيونال فوتبول تيمز (الإنجليزية)
- أرنولد أبيلينتي على موقع Soccerway.com (الإنجليزية)